# بندیکت مگنوسون

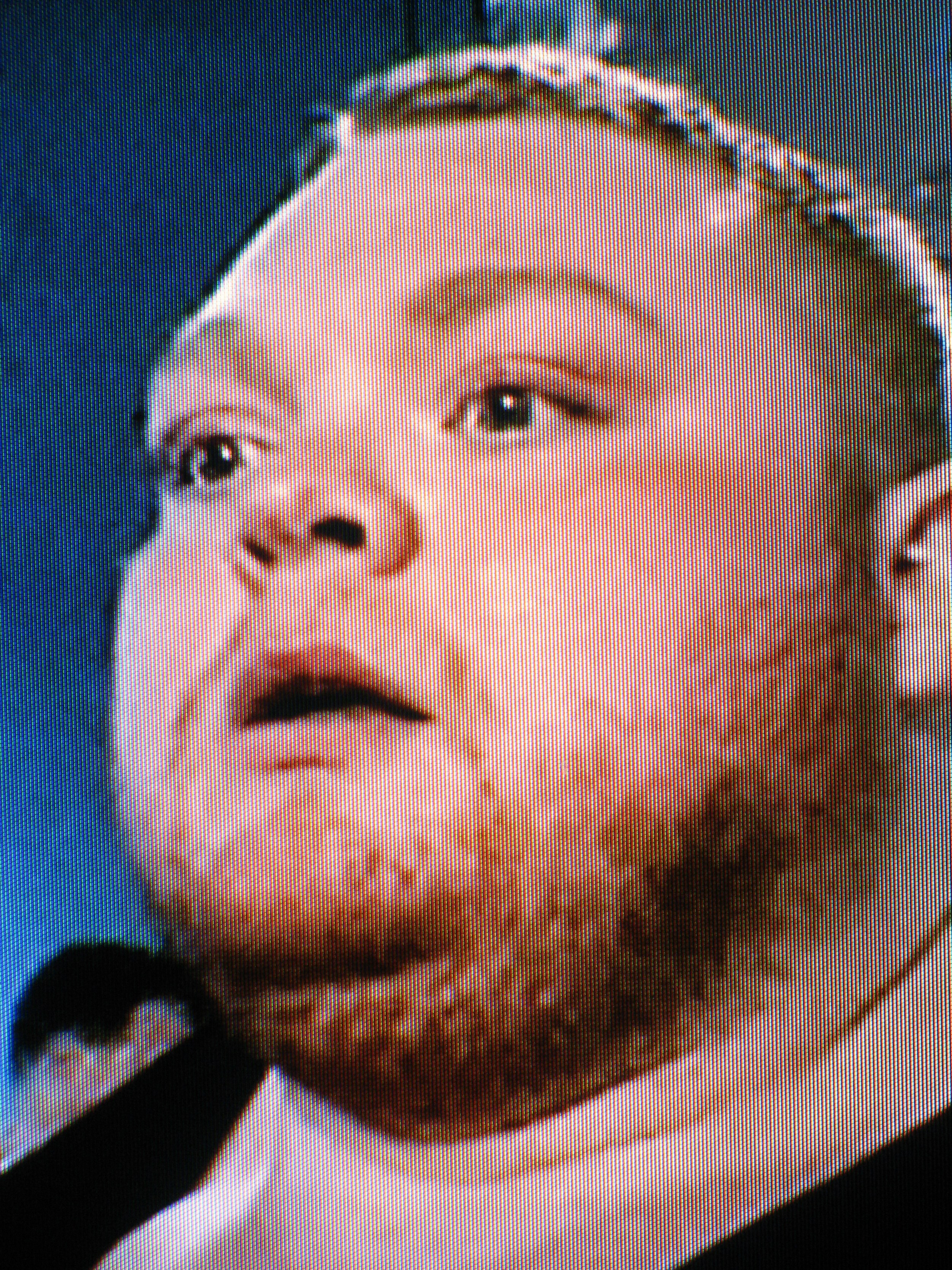
بندیکت مگنوسون ورزشکار ایسلندی - ۲۰۰۸

بندیکت مگنوسون (ایسلندی: Benedikt «Benni» Magnússon; زادهٔ ۴ ژوئن ۱۹۸۳) ورزشکار پاورلیفتینگ اهل کشور ایسلند می‌باشد.
او رکورددار جهانی حرکت ددلیفت در بخش بدون تجهیزات با رکورد ۴۶۰ کیلوگرم در سال (۲۰۱۱) و ردهٔ وزنی بالای ۱۴۰ کیلوگرم می‌باشد.

## پیوندها
- پاورلیفتینگ